# جرار القدوة
جرار نعمان عرفات القدوة (أبو مُريد؛ 1921-2016) سياسي فلسطيني، ورئيس ديوان الرقابة المالية والإدارية الفلسطينية الأسبق، من مواليد خان يونس قضاء غزة.

## حياته الدراسية
تلقى جرار نعمان القدوة تعليمه في خان يونس وغزة، وأنهى دراسته الأولية حتى الثانوية في المدرسة الرشيدية بغزة عام 1939، وفي مدرسة الإمام الشافعي، وبسبب الحرب العالمية الثانية اضطر إلى السفر إلى القاهرة لإكمال دراسته الثانوية وحاز عليها عام 1940، ثم التحق بكلية الآداب في جامعة فؤاد الأول، وحصل على شهادة البكالوريوس في اللغة العربية والأدب، وتخـرج منها عام 1945، وبدأ حياته العملية بعد التخرج مباشرة في حقل التعليـم مدرساً لمدة ثلاث سنوات في مدينة غزة، وباشر بمتابعة دراساته العليا نحو الماجستير، ولكنه توقف بسبب أحداث النكبة الفلسطينية عام 1948، واضطر للتوقف عن الدراسة في أيار عام 1949.

## حياته المهنية
شغل القدوة عدة مناصب خلال حياته منها:
- عمل لثلاث سنوات كمدرس للغة العربية في مدرسة غزة الثانوية.
- مترجم في الدائرة الزراعية في وزارة المالية السعودية لمدة عام (1949 - 1950).
- موظف في دائرة الرواتب في شركة "Inc International Bechtel" في الرياض حتى عام 1953.
- ترأس دائرة الرواتب في دائرة الأشغال العامة في جدة (1953 - 1958).
- مترجما ً فورياً في السفارة الأمريكية في جدة لمدة عام ( 1958 - 1959).
- موظف في السيتي بنك في جدة (1959 - 1966 ) والرياض لمدة أربعة عشر عاماً.
- ساهم مع آخرون في تأسيس لجنة رعاية أسر الشهداء والجرحى الفلسطينيين في الرياض مع الملك الحالي للمملكة العربية السعودية سلمان بن عبد العزيز وكان عضو فيها وأمين سرها لأكثر من 14 عام عام 1967.
- مساعد نائب رئيس لجنة الإعتماد عام 1975 وكمدير عام (1977 - 1980).
- نائب رئيس في البنك السعودي الأمريكي عام 1980.
- مسؤول الإئتمان الرئيسي في البنك السعودي الأمريكي حتى عام 1988.
- عمل مساعداً لعضو اللجنة المركزية لحركة فتح وسفير دولة فلسطين لدى السعودية القائد صبحي أبوكرش أبو المنذر (1989-1994).

## إسهاماته الوطنية
عينه الرئيس ياسر عرفات كمراقب ورئيس هيئة الرقابة العامة الفلسطينية في أواسط التسعينات، وشغل منصب رئيس لجنة الرقابة العامة منذ كانون الثاني عام 1995، وكمدير منطقة (فلسطين) للبنك الإسلامي للتنمية، وأصدر تقريراً في تموز عام 1997، صرح فيه أن حوالي 40% من ميزانية السلطة الوطنية الفلسطينية للعام 1996 أسيء إدارتها أو صرفها، والتي أدت إلى تصويت المجلس التشريعي الفلسطيني لإحلال السلطة الوطنية كاملة.
وفي تشرين الثاني 1999، عينه الرئيس ياسر عرفات مع أمين حداد وعاطف علاونة لتشكيل لجنة لتولي عمليات بنك فلسطين الدولي ومقره الرئيس في رام الله، والذي كان على وشك الانهيار، بقي في المنصب حتى آذار عام 2003، عندما ترأس لجنة جديدة. شغل جرار منصب مدقق عام فلسطين، وعضو مجلس إدارة سلطة النقد الفلسطينية في غزة، ومحافظ فلسطين في بنك التنمية الإسلامي في جدة، قام أيضاً بتوثيق والبحث عن مخطوطة القرن الثامن عشر التي كتبها الشيخ مصطفى أسعد القيمي.
توفي صباح يوم الأربعاء الموافق 27 تموز/ يوليو 2016.